# Richard Arends (voetballer)
Richard Arends (Opheusden, 5 september 1990) is een Nederlands voetballer die als doelman speelt.

## Loopbaan
Arends speelde in de jeugd bij VV Opheusden, dat in 2001 fuseerde tot SV DFS, voor hij in de jeugdopleiding van N.E.C. terechtkwam. Hij stapte van de Voetbal Academie N.E.C./FC Oss over naar FC Oss waarvoor hij in het seizoen 2009/10 debuteerde in de Eerste divisie. In het seizoen 2011/12 is hij basisspeler. In 2013 tekende hij voor een seizoen bij, maar in 2014 koos ervoor om zijn contract niet meer te verlengen. Arends speelde sindsdien een halfjaar voor SV DFS dat naar de Hoofdklasse gepromoveerd is. In februari 2015 tekende hij na een stage een contract tot het einde van het kalenderjaar bij ÍB Keflavík uit IJsland. In de zomer van 2015 keerde hij terug naar Nederland en sloot in augustus aan bij Topklasser SV Spakenburg. Van het seizoen 2017/18 tot en met het seizoen 2020/21 speelde Arends voor Kozakken Boys in de Tweede divisie.

## Statistieken
| Seizoen        | Club             | Land      | Competitie             | Wed. | Goals |
| -------------- | ---------------- | --------- | ---------------------- | ---- | ----- |
| 2009/10        | FC Oss           | Nederland | Eerste divisie         | 5    | 0     |
| 2010/11        | FC Oss           | Nederland | Zondag Topklasse       | 1    | 0     |
| 2011/12        | FC Oss           | Nederland | Jupiler League         | 25   | 0     |
| 2012/13        | FC Oss           | Nederland | Jupiler League         | 17   | 0     |
| 2013/14        | FC Oss           | Nederland | Jupiler League         | 24   | 0     |
| 2014/15        | SV DFS           | Nederland | Zaterdag Hoofdklasse A |      |       |
| 2015           | ÍB Keflavík      | IJsland   | Úrvalsdeild            | 7    | 0     |
| 2015/16        | SV Spakenburg    | Nederland | Zaterdag Topklasse     | 2    | 0     |
| 2016/17        | SV Spakenburg    | Nederland | Tweede divisie         | 3    | 0     |
| 2017/18        | Kozakken Boys    | Nederland | Tweede divisie         | 32   | 0     |
| 2018/19        | Kozakken Boys    | Nederland | Tweede divisie         | 14   | 0     |
| 2019/20        | Kozakken Boys    | Nederland | Tweede divisie         | 21   | 0     |
| 2020/21        | Kozakken Boys    | Nederland | Tweede divisie         | 1    | 0     |
| Totaal         | Totaal           | Totaal    | Totaal                 | 152  | 0     |
| Bijgewerkt tot | 24 november 2022 |           |                        |      |       |